# Арутюнян Нагуш Хачатурович
Нагуш Хачатурович Арутюнян (23 листопада 1912, Єреван — 18 січня 1993, Москва) — вірменський державний діяч, вчений в галузі механіки, ректор Єреванського державного університету, голова Президії Верховної ради Вірменської РСР. Член Бюро ЦК КП Вірменії в 1963—1975 роках. Член Центральної Ревізійної Комісії КПРС у 1966—1976 роках. Депутат Верховної ради Вірменської РСР 6—8-го скликань. Депутат Верховної ради СРСР 6—9-го скликань, заступник голови Президії Верховної ради СРСР у 1963—1975 роках. Кандидат технічних наук (1941), доктор технічних наук (1949), професор (1.07.1950). Академік АН Вірменської РСР (24.11.1950).

## Життєпис
Народився в родині військового лікаря. У 1926—1930 роках — студент гідротехнічного факультету Єреванського індустріального технікуму, технік-гідротехнік.
У 1931—1936 роках — студент гідротехнічного факультету Військово-інженерної академії імені Куйбишева в Москві, інженер-гідротехнік.
У 1936—1937 роках — старший інженер Єреванського управління будівництва Севан-Зангінського каскаду; одночасно асистент кафедри механіки Єреванського політехнічного інституту.
У 1937—1941 роках — аспірант Ленінградського політехнічного інституту імені Калініна.
З липня 1941 по 1945 рік служив у Червоній армії в системі оборонного будівництва: начальник колони 233-ї дільниці військово-будівельних робіт 73-го управління військово-польового будівництва 21-го управління оборонного будівництва (УОБ) на Північно-Західному фронті, командир 16-го військово-будівельного загону 6-го управління військово-польового будівництва 21-го УОБ на 1-му Прибалтійському (з лютого 1945 року — 3-му Білоруському) фронті. Учасник німецько-радянської війни.
Член ВКП(б) з січня 1942 року.
У 1945—1950 роках — молодший науковий співробітник, старший науковий співробітник сектора математики і механіки АН Вірменської РСР. Одночасно з 21 листопада 1945 року — старший викладач кафедри статики споруд, з 31 травня 1947 року — доцент, а з 1 липня 1950 року по 1 вересня 1951 року — професор кафедри опору матеріалів Єреванського політехнічного інституту імені Карла Маркса.
З 24 листопада 1950 по 28 лютого 1952 року — вільний член Президії Академії наук Вірменської РСР. З 28 лютого 1952 по 16 листопада 1955 року — академік-секретар відділення технічних наук Академії наук Вірменської РСР. З 3 листопада 1955 по 1960 рік — завідувач лабораторією повзучості і міцності Інституту математики і механіки Академії наук Вірменської РСР.
Одночасно з 1 вересня 1951 року — професор кафедри теоретичної механіки, в 1958—1978 роках — завідувач кафедри суцільних середовищ (теорії пружності і пластичності) Єреванського державного університету.
6 січня 1960 — 17 травня 1961 року — (перший) віце-президент Академії наук Вірменської РСР.
11 травня 1961 — 4 квітня 1963 року — ректор Єреванського державного університету.
3 квітня 1963 — 3 липня 1975 року — голова Президії Верховної ради Вірменської РСР.
З квітня 1975 року — персональний пенсіонер союзного значення.
З 3 липня 1975 по 1 грудня 1976 року — завідувач відділу механіки суцільного середовища Інституту механіки АН Вірменської РСР.
З 1 січня 1977 року — старший науковий співробітник — науковий консультант відділу динаміки непружних середовищ, з 1 липня 1977 року — завідувач сектора, з 20 листопада 1978 по 12 вересня 1988 року — завідувач лабораторії механіки в'язко-пружних тіл Інституту проблем механіки Академії наук СРСР. З 12 вересня 1988 по 15 січня 1991 року — в.о. завідувача лабораторії механіки в'язко-пружних тіл (на громадських засадах). З 15 січня по 14 березня 1991 року — головний науковий співробітник — консультант Інституту проблем механіки АН СРСР, з 1 квітня 1991 по 18 січня 1993 року — головний науковий співробітник — консультант лабораторії моделювання нелінійних процесів Інституту проблем механіки АН СРСР (РАН). Одночасно з 1978 року — професор кафедри механіки факультету прикладної математики Московського інституту електронного машинобудування.
Сфера наукових зацікавлень: математична теорія пружності, теорія повзучості, математична теорія механіки спадково старіючих матеріалів. Відповідальний редактор журналу «Вісті АН Вірменської РСР. Серія фізико-математичних наук» у 1957—1964 роках; відповідальний редактор журналу «Вісті АН Вірменської РСР. Механіка» в 1966—1986 роках; член редколегії журналу «Вісті АН Вірменської РСР. Механіка (проблеми механіки суцільного середовища і конструкцій)» з 1986 року. Заступник головного редактора журналу «Вісті АН СРСР. Механіка твердого тіла» в 1976—1989 роках і член редакційної колегії журналу з 1966 року.
Помер 18 січня 1993 року після тривалої хвороби в Москві. Похований на Троєкуровському цвинтарі Москви.

## Військове звання
- інженер-майор (1944)

## Нагороди
- орден Леніна (1972)
- орден Жовтневої Революції
- орден Трудового Червоного Прапора (22.11.1982)
- два ордени Вітчизняної війни ІІ ст. (17.01.1945, 6.04.1985)
- орден Червоної Зірки (24.05.1944)
- медаль «За бойові заслуги» (10.09.1942)
- медалі
- Заслужений діяч науки Вірменської РСР (1962)